# Katu (langue)
Pour les articles homonymes, voir Katu.
Le katu est une langue môn-khmer parlée au Laos et au Vietnam.

## Classification
Le katu appartient au groupe des langues katuiques dans le rameau oriental de la branche môn-khmer des langues austroasiatiques.